# Neopsylla acanthina
Neopsylla acanthina är en loppart som beskrevs av Jordan et Rothschild 1923. Neopsylla acanthina ingår i släktet Neopsylla och familjen mullvadsloppor. Inga underarter finns listade i Catalogue of Life.